# HD81729
HD81729 — хімічно пекулярна зоря спектрального класу A5, що має видиму зоряну величину в смузі V приблизно  7,7.
Вона  розташована на відстані близько 732,9 світлових років від Сонця.